# Hans Wetterström
Hans Rolf Wetterström (* 11. Dezember 1923 in Nyköping; † 17. November 1980 ebenda) war ein schwedischer Kanute.

## Erfolge
Hans Wetterström nahm im Zweier-Kajak dreimal mit Gunnar Åkerlund und einmal mit Carl-Gunnar Sundin an Olympischen Spielen auf der 10.000-Meter-Distanz teil. 1948 belegten er und Åkerlund unter den 15 Startern nach einer Rennzeit von 46:09,4 Minuten den ersten Platz und wurden Olympiasieger. Ihr Vorsprung auf die Norweger Ivar Mathisen und Knut Østby sowie Thor Axelsson und Nils Björklöf aus Finnland war dabei mit 35,4 bzw. 38,8 Sekunden deutlich. Bei den Olympischen Spielen 1952 in Helsinki verpassten die beiden im Finale den erneuten Gewinn einer Goldmedaille nur knapp, als sie von den Finnen Kurt Wires und Yrjö Hietanen im Zielsprint knapp um 0,4 Sekunden geschlagen wurden und nach 44:21,7 Minuten Gesamtlaufzeit die Silbermedaille erhielten.
Vier Jahre darauf ging Wetterström in Melbourne schließlich mit Carl-Gunnar Sundin in der Langstreckenkonkurrenz an den Start, die letztmals zum olympischen Programm gehörte. Sie belegten nach 44:06,7 Minuten den vierten Platz, womit Wetterström dank eines Rückstands von 23,5 Sekunden auf Platz drei einen weiteren Medaillengewinn verpasste.
1948 wurde Wetterström in London außerdem im Vierer-Kajak auf der 1000-Meter-Distanz Weltmeister. Zwei Jahre darauf belegte er in Kopenhagen in dieser Disziplin den zweiten Platz, während er im Zweier-Kajak über 10.000 Meter mit Gunnar Åkerlund eine weitere Goldmedaille gewann. Im Vierer-Kajak sicherte sich Wetterström 1954 in Mâcon über 10.000 Meter nochmals Silber.